# 德意志民主共和国足球高级联赛
東德高級足球聯賽（DDR-Oberliga）是兩德統一之前，東德的最高級別足球聯賽。其級別相當於 1963–1990年期間西德的德甲聯賽。

## 歷史
第二次世界大戰後，德國被美國、英國、法國、蘇聯四國分區占領。其中在蘇聯占領區內，於1947年到1948年期間舉辦了占領區內球隊爭奪冠軍的淘汰賽制的比賽，以取代納粹時期的Gauliga。1949年，德意志民主共和國成立，東德足球甲級聯賽也隨之而誕生。
東德足球甲級聯賽之初共有14支球隊，其中排名最後兩位的球隊將會降級。之後參賽隊數曾有過變化，一度增加到17隊或19隊，降級名額也變為3隊或4隊。直到1954-55賽季到聯賽結束時，才確定為14隊參賽，排名最後的兩位降級。
1991年，東德足球甲級聯賽走入歷史，原聯賽參賽球隊分別參加了三層不同級別的聯賽。其中參加德甲聯賽的有羅斯托克和德雷斯頓迪納摩。不過由於財政等原因導致原先東德俱樂部競爭力較弱，德甲聯賽一度沒有一支來自前東德的足球俱樂部。在2020-21賽季，東柏林球隊柏林聯盟、以及經過紅牛公司注資的RB萊比錫是兩支來自前東德地區的德甲球隊。

## 歷屆冠軍
柏林迪納摩以10次冠軍成為奪冠最多的球隊。
- 1948：普拉尼茨
- 1949：哈勒聯合
- 1949–50：茨維考
- 1950–51：萊比錫化學（德语：BSG Chemie Leipzig (1950)）
- 1951–52：哈勒渦輪機
- 1952–53：德累斯頓
- 1953–54：埃爾福特
- 1954–55：埃爾福特
- 1956：奧厄
- 1957：奧厄
- 1958：前進柏林
- 1959：奧厄
- 1960：前進柏林
- 1961：沒有舉行
- 1961–62：前進柏林
- 1962–63：耶拿卡爾蔡司
- 1963–64：萊比錫化學（德语：BSG Chemie Leipzig (1950)）
- 1964–65：前進柏林
- 1965–66：前進柏林
- 1966–67：卡爾馬克思城
- 1967–68：耶拿卡爾蔡司
- 1968–69：前進柏林
- 1969–70：耶拿卡爾蔡司
- 1970–71：德累斯頓迪納摩
- 1971–72：馬格德堡
- 1972–73：德累斯頓迪納摩
- 1973–74：馬格德堡
- 1974–75：馬格德堡
- 1975–76：德累斯頓迪納摩
- 1976–77：德累斯頓迪納摩
- 1977–78：德累斯頓迪納摩
- 1978–79：柏林迪納摩
- 1979–80：柏林迪納摩
- 1980–81：柏林迪納摩
- 1981–82：柏林迪納摩
- 1982–83：柏林迪納摩
- 1983–84：柏林迪納摩
- 1984–85：柏林迪納摩
- 1985–86：柏林迪納摩
- 1986–87：柏林迪納摩
- 1987–88：柏林迪納摩
- 1988–89：德累斯頓迪納摩
- 1989–90：德累斯頓迪納摩
- 1990–91：漢莎羅斯托克

資料來源：. Das deutsche Fussball-Archiv.   [2008-03-04]. （原始内容存档于2019-09-05）.

## 外部連結
- The DDR-Oberliga at Fussballdaten.de （页面存档备份，存于）
- Overall table of the DDR-Oberliga （页面存档备份，存于）
- DDR-Oberliga results & tables
- DDR-Oberliga at Weltfussball.de